# Машкова (село)
Машкова (словац. Mašková) — село, громада округу Лученець, Банськобистрицький край, центральна Словаччина, регіон Новоград. Кадастрова площа громади — 9,13 км². Протікає потік Машкова.
Населення 316 осіб (станом на 31 грудня 2017 року).

## Історія
Машкова згадується в 1332 році.

## Населення
| Рік:            | 1994. | 2004.   | 2014.    | 2024.   |
| --------------- | ----- | ------- | -------- | ------- |
| Кількість осіб: | 291   | 288     | 326      | 331     |
| Різниця:        |       | -1,03 % | +13,19 % | +1,53 % |

| Рік:            | 2023. | 2024.   |
| --------------- | ----- | ------- |
| Кількість осіб: | 327   | 331     |
| Різниця:        |       | +1,22 % |